# Марк Віпстан Галл
Марк Віпстан Галл (лат. Marcus Vipstanus Gallus, близько 12 до н. е. — після 18) — політичний діяч Римської імперії, консул-суффект 18 року.

## Життєпис
Походив зі стану вершників Віпстанів. Про діяльність відомо замало. Службу розпочав за імператора Октавіана Августа. Завдяки батькові та старшому братові Луцію, претору 17 року, замолоду увійшов до сенату. У 18 році став консулом-суффектом разом з Гаєм Рубелієм Бландом. Про подальшу долю згадок немає.

## Родина
- Мессала Віпстан Галл
- Луцій Віпстан Поплікола Мессала